# Parantica kuekenthali
Hổ vàng Kuekenthal (Parantica kuekenthali) là một loài bướm giáp thuộc phân họ Danainae. Đây là loài đặc hữu của Indonesia.